# Telemaco Signorini
Telemaco Signorini (18. srpna 1835, Florencie – 10. února 1901, Florencie) byl italský realistický malíř, člen hnutí Macchiaioli.

## Život
Narodil se v rodině malíře. Od roku 1852 občas chodil do florentské akademie, ale již roku 1854 se začal věnovat malbě v plenéru. Roku 1855 v kavárně Café Michelangelo potkal podobně smýšlející malíře (mj. Giovanni Fattori a Silvestro Lega), s nimiž vytvořil hnutí Macchiaioli. Bojoval pod Garibaldim a namaloval přitom několik bitevních scén, jež vzbudily pozornost.
Několikrát navštívil Paříž, kde poznal práci tamních vůdčích výtvarníků (Corota, Courbeta či Degase, s nímž se spřátelil). Maloval také v Británii a Švýcarsku. Od roku 1892 učil na Instituto Superiore di Belle Arti ve Florencii.

## Externí odkazy

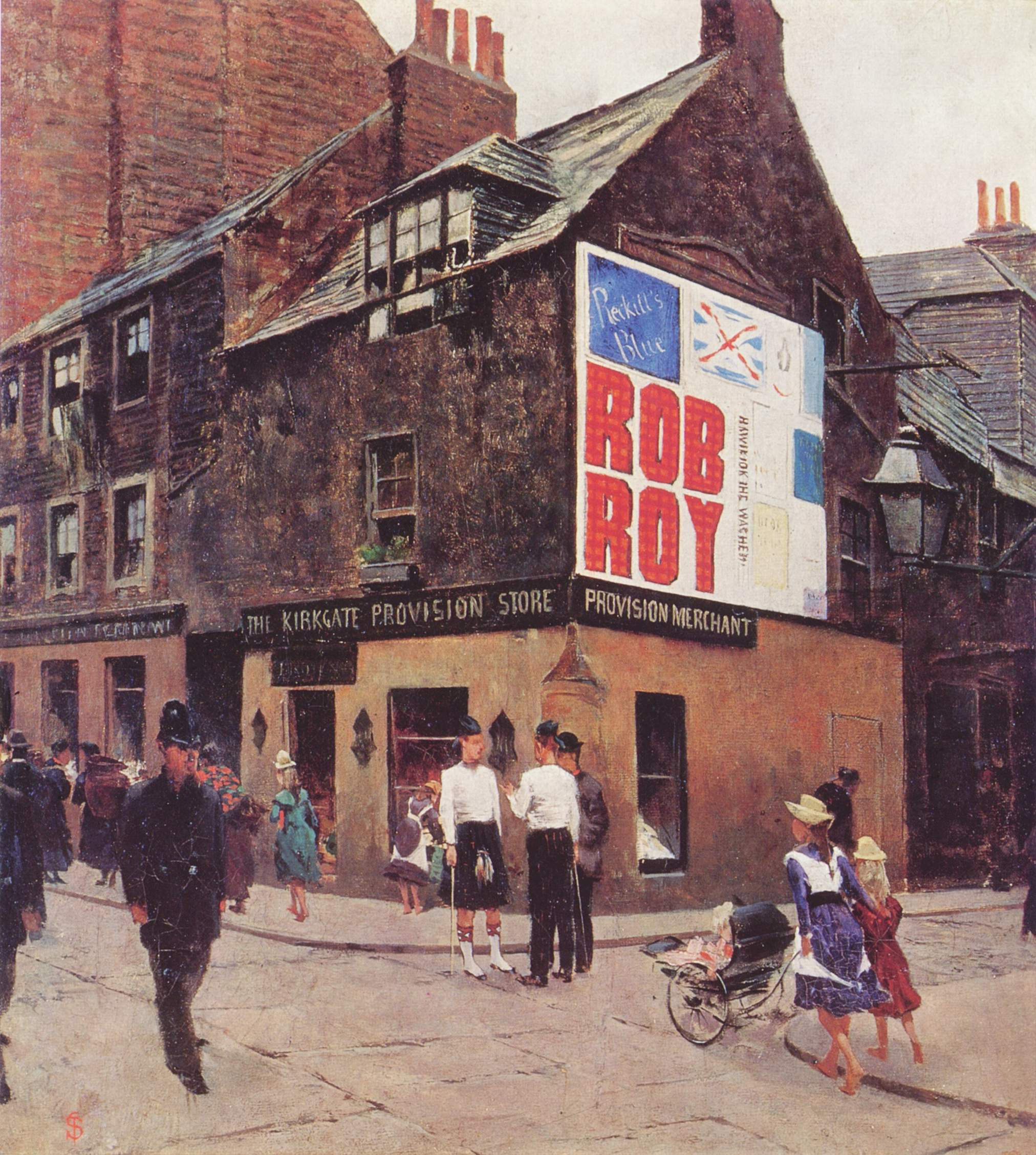
Telemaco Signorini: Leith (1881)